# Joseph Bendounga
Joseph Bendounga, né le 17 mars 1954 à Bocaranga et mort le 5 janvier 2025 à Bangui, surnommé Joe Ben, est un homme politique centrafricain.
Il est connu pour son opposition à tous les gouvernements en Centrafrique, de Ange-Félix Patassé à Faustin-Archange Touadéra, ce qui lui a valu d'être arrêté à plusieurs reprises,.

## Biographie
Joseph Bendounga est né le 17 mars 1954 à Bocaranga. Il étudie le droit à l'Université de Bangui.
Joseph Bendounga fonde le MDREC en 1990. Il est ensuite arrêté pour des raisons politiques. En 1997, le président Ange-Félix Patassé le nomme maire de Bangui, poste qu’il occupe jusqu'en 2000, date à laquelle il démissionne.
Il rejoint alors l'opposition en devenant le chef du Collectif démocratique des partis d'opposition (CODEPO)[réf. nécessaire].
En raison de son opposition au gouvernement, Joseph Bendounga a été interdit de quitter le pays à l'aéroport international de Bangui M'Poko lorsqu'il voulu se rendre à Douala le 24 janvier 2003. Ayant entendu cette interdiction, il a donné des coups de pied et détruit certaines des vitres du hall des formalités de l'aéroport, ce qui a amené la police à l'arrêter et à le mettre en prison à l'aéroport. Par la suite, Joseph Bendounga a été incarcéré à la prison centrale de Ngaragba et, peu de temps après, il a été libéré. Joseph Bendounga a condamné le coup d'État de 2003.
Après la prise du pouvoir par François Bozizé en évinçant Ange-Félix Patassé, Joseph Bendounga déclare son opposition au gouvernement de transition. À l'approche des élections de 2005, Joseph Bendounga annoncé sa candidature présidentielle par l'intermédiaire du MDREC. Néanmoins, il s’est ensuite retiré en raison de l'incapacité du MDREC à verser une caution de 5 millions de francs CFA. Joseph Bendounga déclare alors qu'il ne soutenait aucun candidat à l'élection car ils étaient impliqués dans le coup d'État de 2003.
Joseph Bendounga a appelé François Bozizé à démissionner de la présidence le 22 mars 2006 en raison de sa mauvaise gestion. Il a assisté à la réunion politique avec le président François Bozizé qui a été diffusée en direct du Palais de la Renaissance le 19 octobre 2010. Peu de temps après, François Bozizé ordonne à sa garde d'expulser Bendounga de la salle alors qu'il l'attaquait pendant la réunion en direct. Le 22 août 2011, il a adressé une requête au président de la Cour constitutionnelle demandant à la cour d'examiner la santé de François Bozizé car il souffrait de migraines incurables. Cependant, la cour a rejeté sa demande car elle n'a accepté que la demande de destitution.
Le 9 janvier 2013, Joseph Bendounga est nommé ministre délégué au Développement rural, chargé de l'élevage après la formation du gouvernement d'unité nationale. Le 13 juin 2013, Joseph Bendounga est devenu ministre de l'Élevage et des Industries animales. En tant que tel, il a signé un contrat avec une ferme marocaine pour importer 20 000 poussins et les transporter dans le pays tous les 5 000 poussins par expédition au nom du gouvernement et a rencontré le ministre marocain de l'Agriculture pour résoudre les problèmes logistiques.
Bien qu'il ait été ministre, il a toujours eu une position critique à l'égard du gouvernement de Michel Djotodia. Le 12 octobre 2013, il a déclaré que le MDREC s'était retiré de l'opposition démocratique de la RCA. Le 13 décembre 2013, Djotodia a limogé Joseph Bendounga de son poste de ministre de l'Élevage et des Industries animales.
Quelques jours après sa démission du ministère de l'Élevage et des Industries Animales, alors qu'il se promenait dans le centre-ville, des voyous armés de couteaux ont attaqué et tenté d'assassiner Bendounga. Il s'est alors immédiatement précipité vers le cybercafé situé au rez-de-chaussée de La Paix et s'y est réfugié. Plus tard, le contingent congolais de la MISCA l'a évacué du cybercafé vers la chancellerie congolaise.
Le 19 février 2015, lors d'une conférence de presse, Joseph Bendounga a remis en question la proposition de constitution du Conseil national de transition qui déclencherait une crise politique puisque certains candidats présidentiels opposés au président du CNT et à ses acolytes ne seraient pas autorisés à participer à l'élection.
Joseph Bendounga soutenait Faustin-Archange Touadéra. Cependant, Joseph Bendounga est rapidement devenu l'opposant à son gouvernement. Le 13 septembre 2017, il a critiqué Simplice Sarandji pour avoir inclus d'anciens rebelles dans le cabinet. En novembre 2017, il a fait appel au Conseil d'État pour l'annulation de quatre décrets pris par le président sur les préfets et sous-préfets et l'inclusion d'un représentant d'anciens groupes armés dans le cabinet de Sarandji. Néanmoins, le conseil constitutionnel a rejeté sa requête.
Le 10 mai 2018, Joseph Bendounga organise une manifestation dénonçant la détérioration de la situation sécuritaire à Bangui, à laquelle des milliers de personnes ont participé. La police a rapidement dispersé la manifestation et a brièvement détenu Bendounga. Il a ensuite prévu une autre manifestation exigeant la levée de l’embargo sur les armes contre le gouvernement centrafricain et la réhabilitation des FACA. Cependant, le gouvernement ne l’a pas approuvée et Bendounga a été brièvement arrêté à nouveau. En réaction au massacre d’Alindao de 2018, il a appelé au boycott du défilé du 1er décembre, car il était contraire à l’éthique de célébrer l’événement, car les habitants qui s’installent sous le contrôle des rebelles en ont souffert. Il a qualifié de plaisanterie le plan de DDR de Touadera pour les groupes armés à Paoua, car ils ont refusé cette initiative.
En juin 2019, Joseph Bendounga et interpellé par des membres de l'Office central pour la répression du banditisme (OCRB). Il est accusé d'une participation à une manifestation interdite, Joseph Bendounga est libéré le 19 juin.
Le 17 janvier 2019, Joseph Bendounga a lancé un ultimatum de trois mois à Touadera pour qu'il change sa politique et a menacé de le traduire devant la Haute Cour de justice pour trahison s'il ne le faisait pas.  Joseph Bendounga a estimé que Faustin-Archange Touadera n'avait pas tenu la promesse qu'il avait faite pendant la campagne et avait violé la constitution en incluant des représentants des groupes armés dans le gouvernement. Le 2 avril 2019, Joseph Bendounga traduit Faustin-Archange Touadera devant la Haute Cour pour violation de la constitution, la requête est rejetée par les juges.  Par la suite, il a quitté le Front uni pour défendre la patrie E Zingo Biani. Le 27 novembre 2019, Joseph Bendounga fait appel du décret n° 058 du Premier ministre portant création du Comité stratégique d'appui au processus électoral devant la Cour constitutionnelle. La Cour a cependant rejeté son recours, le jugeant non fondé. 
Le 20 janvier 2020, Joseph Bendounga a déposé une requête auprès de la Cour constitutionnelle, pour révoquer le décret portant création de la Délégation générale des travaux publics, et la Cour l'a annulé, par la suite. En septembre 2020, Joseph Bendounga a accusé Touadera, Samba-Panza, Djotodia et Bozizé pour être responsables du déclin de la Centrafrique. Le 6 novembre 2020, Joseph Bendounga saisi la Cour constitutionnelle et exigé la restitution des cautions versées par les candidats aux élections législatives et présidentielles, car cela était contraire à la Constitution. Peu avant l'annonce des listes définitives des candidats à la présidentielle, le 2 décembre 2020, Joseph Bendounga a poursuivi Bozizé, Samba-Panza et Touadera, devant la Cour constitutionnelle pour les disqualifier de la candidature à l'élection présidentielle. Le 27 novembre 2020, Joseph Bendounga dépose une requête auprès de la Cour constitutionnelle pour invalider les candidats des groupes armés. 
Lors des élections de 2021, il s'est présenté comme candidat député représentant la circonscription de Bimbo 3 du parti MDREC et a remporté un siège. Il se présente ensuite à l'élection présidentielle avec Simplice Sarandji et Martin Ziguélé et n'a obtenu qu'une seule voix. Lors de l'émission de Radio Ndeke Luka du 28 mai 2022, il a attaqué la politique sécuritaire de Touadera qui a déployé la plupart des soldats des FACA à Bangui pour protéger le régime. Le 13 juillet 2022, il a demandé à la Cour constitutionnelle d'annuler le projet d'amendement de la Constitution du 30 mars 2016, car il le considérait comme « inconstitutionnel ». Cependant, les juges de la Cour constitutionnelle ont rejeté sa demande et l'ont qualifiée de « prématurée ».
Le 13 juin 2023, bien que critique à l'égard du gouvernement de Faustin-Archange Touadera, il condamne la tentative de coup d'État par la force d'Alexandre-Ferdinand Nguendet et a suggéré à ce dernier d'utiliser plutôt des moyens pacifiques.
Joseph Bendounga s’oppose au référendum de 2023, estimant qu’il s’agissait d’un moyen pour Touadera de « s’accrocher au pouvoir et de changer les règles du jeu démocratique en République centrafricaine » et a exhorté les gens à boycotter le vote. Joseph Bendounga estimait également que la révision de la Constitution ne pouvait pas avoir lieu dans un pays en proie à l’instabilité. Le 23 juin 2023, il a lancé un autre recours contre le corps électoral détenu par Touadera auprès du Conseil d’État, car il ne respectait pas la loi. cependant, le conseil constitutionnel a rejeté sa demande, par la suite. En janvier 2024, il s’est opposé au nouveau code électoral qui a été adopté, car il n’autorisait pas la tenue d’élections municipales et régionales dans les communes pastorales.
Âgé de 70 ans, Joseph Bendounga meurt à l'hôpital de l'amitié sino-centrafricaine de Bangui, le 5 janvier 2025, après deux semaines de soins médicaux. Il est enterré le jour même de son décès, dans sa ferme à proximité de Bangui.

## Position politique

### Avortement
Joseph Bendounga est contre l’avortement volontaire et a demandé au ministre de la Santé de l’interdire.

### Crypto-monnaie
Joseph Bendounga est opposé à la légalisation du bitcoin, car cela entraînerait l'effondrement de l'économie du pays.

### Groupe Wagner
Joseph Bendounga qualifie Wagner de « véhicule du néocolonialisme russe » et tente d'éliminer son rival commercial,.